# 30334 Michaelwiner
30334 Michaelwiner è un asteroide della fascia principale. Scoperto nel 2000, presenta un'orbita caratterizzata da un semiasse maggiore pari a 2,4352992 UA e da un'eccentricità di 0,0862205, inclinata di 5,07711° rispetto all'eclittica.